# Autoremedura
Autoremedura (z lat. remederi – „zhojit“ ) je zvláštním způsobem remedury, tedy vyřízení opravného prostředku v řízení, kdy o zrušení nebo změně rozhodnutí rozhoduje sám orgán, který vydal původní napadené rozhodnutí. Jejím účelem je umožnit rychlou nápravu vlastní chyby.
V občanském soudním řízení je možné ji uplatnit jen v případě odvolání proti usnesení o povinnosti zaplatit soudní poplatek, kterým bylo uloženo pořádkové opatření (pořádková pokuta), o předběžném opatření, či kterým bylo odmítnuto odvolání, žaloba nebo jiný návrh na zahájení řízení, případně proti usnesení, ze kterého nenabyl kromě odvolatele nikdo jiný žádných práv. V takovém případě může soud prvního stupně namísto postoupení věci soudu odvolacímu napadené rozhodnutí změnit sám, pokud odvolateli plně vyhoví.
Naproti tomu v řízení správním je možno ji uplatnit v případě jakéhokoliv odvolání, ale jen tehdy, nevznikne-li žádnému z účastníků řízení újma, ledaže by s tím všichni souhlasili. Používá se např. při přijímacím řízení na střední školy, kdy důsledkem možnosti podat přihlášky až na tři školy současně je přijato více žáků, než doopravdy nastoupí. Nepřijatým uchazečům, kteří podají odvolání, pak může ředitel v rámci autoremedury vyhovět právě z důvodu, že reálně nenastoupí všichni přijatí uchazeči.